# Паріла (Ляене-Сааре)
Па́ріла (ест. Parila küla) — село в Естонії, у волості Ляене-Сааре повіту Сааремаа.

## Населення
Чисельність населення на 31 грудня 2011 року становила 19 осіб.

## Географія
Село розташоване на північно-західному березі озера Суурлагт (Suurlaht).
Дістатися села можна автошляхом 78 (Курессааре — Кігелконна — Веере).

## Історія
До 1977 року село мало назву Рандвере-Паріла (Randvere-Parila). У 1970 році населення села складало 11 осіб. У 1977 році під час адміністративної реформи сільське поселення Рандвере-Паріла було скасовано. З 1998 року село відновили під назвою Паріла.
До 12 грудня 2014 року село входило до складу волості Каарма.

## Пам'ятки природи
На південний захід від села розташовується утворений у 2007 році заказник Муллуту-Лооде (Mullutu-Loode hoiuala), площа — 5220,6 га, (58°15′19″ пн. ш. 22°21′1″ сх. д. / 58.25528° пн. ш. 22.35028° сх. д.).